# Paraclius funditor
Paraclius funditor är en tvåvingeart som beskrevs av Charles Howard Curran 1926. Paraclius funditor ingår i släktet Paraclius och familjen styltflugor. Inga underarter finns listade i Catalogue of Life.